# Afranius Hannibalianus
Afranius Hannibalianus (fl. IIIe siècle) est le consul de 292 apr. J.-C., un préfet prétorien, sénateur, officier militaire et commandant.

## Biographie
Une inscription de Pannonie nous renseigne sur un certain Marcus Afranius Hannibal(ianus), tribun de la cohorte I Ulpia dans la première moitié du IIIe siècle. Il s'agit probablement de son père.
Considéré comme appartenant à une famille originaire des provinces orientales de l'empire romain, Hannibalianus est un commandant militaire qui a servi sous l'empereur Probus (r. 276-282). Membre de l'ordre équestre (comme indiqué par la référence officielle  en tant que vir eminentissimus, réservée à l'ordre équestre il n'a probablement été admis à l'ordre sénatorial qu'après la mort de Probus en 282 apr. J.-C.
Il est élevé au rang de préfet prétorien de l'ouest en 286 apr. J.-C. sous Maximien et  mène  cette année-là les armées impériales à la victoire sur les tribus germaniques le long du Rhin. Hannibalianus occupe ce rang jusqu'à probablement 292 apr. J.-C., quand il est nommé consul prieur aux côtés de Julius Asclepiodotus. Puis de 297 à 298 apr. J.-C. , il sert comme Praefectus urbi de Rome.
Hannibalianus est probablement marié à Eutropia, qui divorce pour épouser l'empereur Maximien vers 280 apr. J.-C. , mais cela est contesté. Si tel est le cas, ils eurent une fille, Flavia Maximiana Theodora, qui épousa le futur empereur Constance Chlore.L'acceptation par Hannibalianus du nouveau mariage de sa femme ainsi que sa position de beau-père du César Constantius expliqueraient son ascension rapide dans les services  administratifs de l'empire.
- André Chastagnol, Les Fastes de la Préfecture de Rome au Bas-Empire, 1962
- Martindale, JR ; Jones, AH M, La prosopographie du Bas-Empire romain, vol. I AD 260–395, Cambridge University Press (1971)